# 界岭镇
界岭镇，是中华人民共和国陕西省安康市紫阳县下辖的一个乡镇级行政单位。
2015年，陕西省民政厅批复同意撤销斑桃镇，将新垭村、麻园村、斑桃村、斑桃街道社区划归界岭镇。

## 行政区划
界岭镇下辖以下地区：
斑桃社区、斑桃村、麻园村、新坪垭村、双明村、箭竹村、松树村、金狮村和双泉村。